# Archipelag Sundajski
Archipelag Sundajski (ang. Sunda Islands) – archipelag położony między południowo-wschodnią Azją a Australią, wchodzący w skład Archipelagu Malajskiego. W archipelagu mieszka około 200 milionów osób.

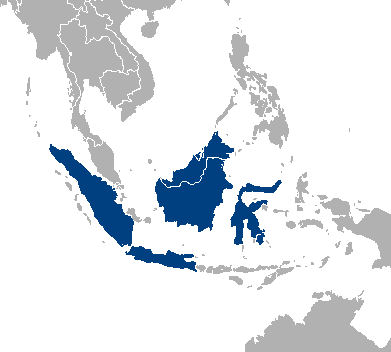
Wielkie Wyspy Sundajskie (położenie na mapie)

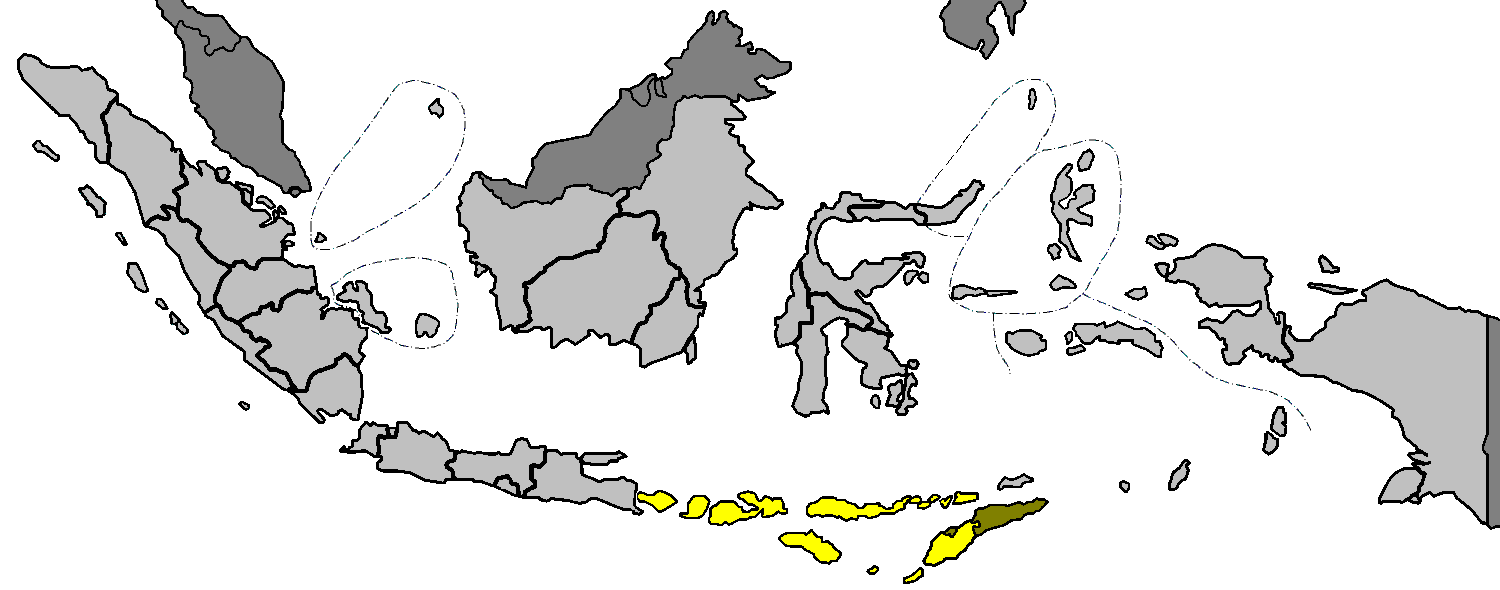
Małe Wyspy Sundajskie (położenie na mapie

## Podział
Jest oddzielony od Azji Morzem Południowochińskim i cieśniną Malakka, a od Australii morzami: Timor i Arafura. Obejmuje Wielkie Wyspy Sundajskie:
- Borneo;
- Sumatrę;
- Celebes;
- Jawę;

oraz Małe Wyspy Sundajskie:
- Timor;

- Flores;
- Sumbawa;
- Sumba;

oraz szereg mniejszych archipelagów i grup wysp.
Między wyspami znajdują się liczne morza wewnętrzne, w tym: Morze Jawajskie, Morze Banda, Morze Moluckie, Morze Flores.
Wzdłuż południowo-zachodnich krańców wysp biegną rowy oceaniczne: Rów Timorski i Rów Jawajski. Wyspy Archipelagu Sundajskiego należą do następujących państw: Indonezji, Malezji, Brunei, Timoru Wschodniego.